# ساراتوغا (ويسكونسن)
ساراتوغا (بالإنجليزية: Saratoga, Wisconsin)‏ هي بلدة تقع بولاية ويسكونسن في الولايات المتحدة. تبلغ مساحتها 132.5 (كم²)، وترتفع عن سطح البحر 307 م، بلغ عدد سكانها 5383 نسمة في عام 2000 حسب إحصاء مكتب تعداد الولايات المتحدة وتصل الكثافة السكانية فيها 42.1 نسمة/كم2.

## وصلات خارجية
- http://www.saratogawisconsin.org
- The US50 - Cities and Towns in Wisconsin State
- Wisconsin Cities and Towns, Facts, Map, Flag, Colleges, Government, and More